# Norbert Hosnyánszky
Norbert Hosnyánszky (Budapest, 4 marzo 1984) è un pallanuotista ungherese, vincitore di una medaglia d'oro ai giochi olimpici di Pechino 2008.

## Palmarès

### Club
- Campionato ungherese: 5

Ferencváros: 2000
Vasas: 2007, 2009, 2010
Eger: 2011
- Coppa d'Ungheria: 4

Ferencváros: 1997
Vasas: 2010
Szolnok: 2014
Eger: 2015
- Coppa delle Coppe: 1

Ferencváros: 1998

### Nazionale
- Olimpiadi

Pechino 2008: 
Tokyo 2020: 
- Mondiali

Barcellona 2013: 
Budapest 2017: 
- Europei

Belgrado 2006: 
Malaga 2008: 
Eindhoven 2012: 
Budapest 2014: 
Belgrado 2016: 
Budapest 2020: 
- Coppa del Mondo

Almaty 2014: 
- World League

Belgrado 2005: 
Čeljabinsk 2013: 
Dubai 2014